# 謝明輝
謝明輝，生於中華民國臺灣省臺南縣，祖籍中國福建省廈門海滄，中華民國政治人物，前新黨黨員，現任中國國民黨黨員。現為台灣競爭力論壇執行長，也是中華人民共和國福建省特約研究員兼臺灣組召集人、平潭綜合實驗區顧問。

## 生平
謝明輝生於中華民國臺灣省臺南縣西港鄉檨林村（今臺南市西港區檨林里）。大學進入中央警官大學，畢業後服務於台北縣，最高職位為警察局副分局長。

## 政治經歷
- 1995年，辭去公職參選，代表新黨選上第三屆國民大會代表。

- 1998年，接受新黨徵召，競選區域立委，與同選區新黨候選人傅崐成雙雙敗選。在敗選後，由蔣孝嚴推薦進入國民黨，開始接觸台商系統。

- 2007年，台灣競爭力論壇成立，謝明輝擔任執行長[3]。